# Augusta Lewenhaupt
Edla Lovisa Carolina Augusta Lewenhaupt, född Wirsén 31 oktober 1851 i Stockholm, död 23 februari 1939 på Stubbarp i Brunnby församling, var en svensk grevinna och hovfunktionär. Hon var Sveriges överhovmästarinna 1908–1938.
Augusta Lewenhaupt medföljde sin make på hans diplomatiska posteringar i Paris och London. Hon beskrivs som kvick och begåvad. År 1908 utsågs hon till drottning Victorias överhovmästarinna och efterträdde då Anna Brahe, som under det första regeringsåret sedan trontillträdet tillfälligt hade uppfyllt överhovmästarinnas uppgifter utan att ha innehaft posten som ordinarie. Viktoria ansåg henne världserfaren, rättrådig, självständig och välinformerad om alla etikettsfrågor, och deras samarbete under hennes tid som överhovmästarinna ska ha varit gott och präglat av ömsesidig högaktning.
Augusta Lewenhaupt var dotter till majoren greve Carl Emil Wirsén och Ebba Lovisa De Geer af Leufsta, och gifte sig 1874 med greve Carl Lewenhaupt. De var föräldrar till Gustaf Lewenhaupt.

## Utmärkelser
- Konung Gustaf V:s jubileumsminnestecken med anledning av 70-årsdagen, 1928.[6]
- Dam av Spanska Maria-Lovisaorden, senast 1909.[7]